# Автошлях М 18
Автошлях М18 (Харків — Сімферополь — Алушта — Ялта) — автошлях міжнародного значення в Україні. Пролягає територією Харківської, Дніпропетровської, Запорізької, Херсонської областей та АРК. Збігається з частиною європейського маршруту E105 (Кіркенес — Санкт-Петербург — Москва — Харків — Ялта).
Починається у Харкові, пролягає через Мерефу, Берестин, Перещепине, Самар, Запоріжжя, Василівку, Мелітополь, Новоолексіївку, Джанкой, Сімферополь, Алушту, Гурзуф, Масандру та закінчується в місті Ялта.
На дільниці Сімферополь — Ялта є частиною Південнобережного шосе, що сполучає Сімферополь, Алушту, Ялту та Севастополь.
Дільниця між Ялтою та кордоном АРК з Херсонською областю була анексована Росією у березні 2014 року.  Росія називає цю ділянку автодороги в Криму 35А-002.

## Загальна довжина
Харків — Сімферополь — Алушта — Ялта — 703,8 км.
Південно-західний об'їзд м.Харкова — 8,1 км.
Об'їзд м. Сімферополя — 12,1 км.
Разом — 723,9 км.

## Маршрут
Автошлях пролягає через населені пункти:
| Автошлях М 18             |                                                                                     |
| Харківська область        |                                                                                     |
| Харків                    | М03E40 Р78                                                                          |
| Харківський район         |                                                                                     |
| Покотилівка               |                                                                                     |
| Високий                   |                                                                                     |
| Наукове                   |                                                                                     |
| Мерефа                    |                                                                                     |
| Селекційне                | Р51                                                                                 |
| Кринички                  |                                                                                     |
| Вільхуватка               |                                                                                     |
| Просяне                   |                                                                                     |
| Берестинський район       |                                                                                     |
|                           | Т 2120                                                                              |
| Високе                    |                                                                                     |
|                           | М29                                                                                 |
| Піщанка                   | Р11                                                                                 |
| Берестин                  |                                                                                     |
| Наталине                  | Т 2119                                                                              |
|                           | М29Р79                                                                              |
| Копанки                   |                                                                                     |
| Вишневе                   |                                                                                     |
| Нове Пекельне             | Т 2119                                                                              |
| Дніпропетровська область  |                                                                                     |
| Самарівський район        |                                                                                     |
| Перещепине                | Т 0412                                                                              |
| Голубівка                 | Т 0422                                                                              |
|                           | Т 0413                                                                              |
|                           | М29                                                                                 |
| Вільне                    |                                                                                     |
| Самар                     |                                                                                     |
| Піщанка                   | М30                                                                                 |
|                           | Т 0402                                                                              |
| Синельниківський район    |                                                                                     |
| Дороге                    |                                                                                     |
|                           | Р85                                                                                 |
| Варварівка                |                                                                                     |
| Андріївка                 |                                                                                     |
| Запорізька область        |                                                                                     |
| Запорізький район         |                                                                                     |
| Михайлівка                |                                                                                     |
| Люцерна                   |                                                                                     |
| Матвіївка                 |                                                                                     |
| Запоріжжя                 | Н08Н15                                                                              |
| Запорізький район         |                                                                                     |
| Василівський район        |                                                                                     |
| Кам'янське                |                                                                                     |
|                           | Т 0812                                                                              |
| Василівка                 | Р37                                                                                 |
|                           | Н30                                                                                 |
| Зелений Гай               |                                                                                     |
|                           | Т 0810                                                                              |
| Мелітопольський район     |                                                                                     |
|                           | Т 0811                                                                              |
| Мелітополь                | Вул. Ломоносова, вул. Гетьмана Сагайдачного, просп. Богдана Хмельницького М14Т 0401 |
|                           | Т 0820                                                                              |
| Херсонська область        |                                                                                     |
| Генічеський район         |                                                                                     |
| Новий Мир                 |                                                                                     |
|                           | Т 2209                                                                              |
|                           | Р47                                                                                 |
| Салькове                  |                                                                                     |
| Чонгар                    |                                                                                     |
| Автономна Республіка Крим |                                                                                     |
| Джанкойський район        |                                                                                     |
| Джанкой                   | E105М17                                                                             |
| Курманський район         |                                                                                     |
| Курман                    | Т 0110                                                                              |
| Сімферопольський район    |                                                                                     |
| Аграрне                   |                                                                                     |
| Сімферополь               | Вул. Київська, просп. Вернадського Н05Р23Р25Т 0101                                  |
| Сімферопольський район    |                                                                                     |
| Лозове                    |                                                                                     |
| Андрусове                 |                                                                                     |
| Джолман                   |                                                                                     |
| Добре                     |                                                                                     |
| Зарічне                   |                                                                                     |
| Перевальне                |                                                                                     |
| Верхня Кутузовка          |                                                                                     |
| Нижня Кутузовка           |                                                                                     |
| Алушта                    | Р29Р34                                                                              |
| Малий Маяк                |                                                                                     |
| Кипарисне                 |                                                                                     |
| Пушкіне                   |                                                                                     |
| Лінійне                   |                                                                                     |
| Нікіта                    |                                                                                     |
| Восход                    |                                                                                     |
| Масандра                  | Р34                                                                                 |
| Ялта                      |                                                                                     |